# Ямполь (Донецкая область)
Я́мполь (укр. Ямпіль) — посёлок в Краматорском районе Донецкой области Украины, входит в Лиманскую городскую общину.
В Ямполе находится одноимённая станция Донецкой железной дороги (расположена на линии Лиман — Никитовка).

## История

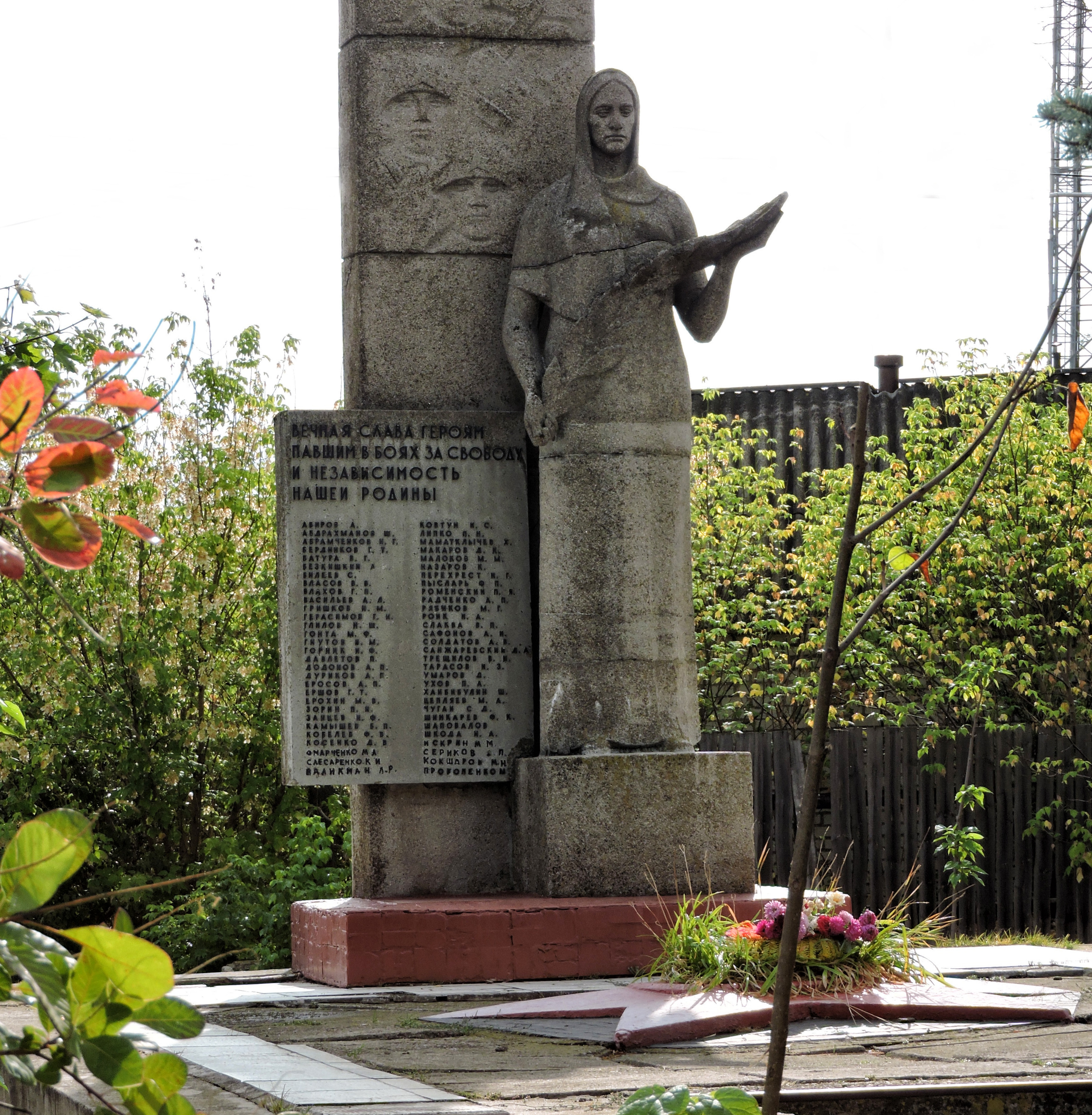
Памятник

Ямполь впервые упоминается в 1682 году как слобода, заселённая казаками Изюмского слободского полка, на месте монашеского скита, основанного в начале XVII века. В 1724 году на месте скита построена Свято-Николаевская церковь. Репнинский юрт, принадлежавший Святогорскому монастырю, служил форпостом защищавшим Славянские соляные варницы от набегов крымских татар, охраняя Ямпольский перевоз на границе Русского царства с Крымским ханством в 1729 году. Первый Черкасский Ямполь с построенной крепостью, уничтоженной при Екатерине II, был на озере Староселищном (ныне Оступ). После расформирования Изюмского слободского полка в 1765 году жители переселились на возвышенность у Пещаного озера, где посёлок находится и поныне. До 1917 года Ямполь относился к Изюмскому уезду Харьковской губернии.
27 октября 1938 года Ямполь получил статус посёлка городского типа.
Во время Великой Отечественной войны в 1941—1943 годах селение находилось под немецкой оккупацией.
В январе 1989 года численность населения составляла 2602 человека. По состоянию на 1 января 2013 года численность населения составляла 2101 человек. По состоянию на 26 марта 2024 года численность населения составляла 403 человека.

### Вторжение России на Украину
Во время полномасштабного вторжения России в Украину в период с 29 апреля по 30 сентября 2022 года посёлок находился под временной оккупацией ВС РФ. 30 сентября 2022 года Ямполь был освобождён ВСУ.

## Промышленность
Функционируют лесничество и несколько деревообрабатывающих предприятий. В Ямполе находится единственная в Донецкой области страусиная ферма (построена на базе старой животноводческой).
Бо́льшая часть населения посёлка трудоустроена на предприятиях города Лиман.

## Инфраструктура
В посёлке имеются средняя школа, детский сад, почтовое отделение, 9 магазинов.
Развивается экологический туризм.

## Известные жители
- Шаповалов, Роман (1888—1921) — повстанческий атаман командир РПАУ (махновцев).
- Яицкий, Николай Антонович (род. 1938) — советский и российский врач-хирург. Академик РАН, академик РАМН.
- Яровенко, Александр Александрович (род. 1988) — украинский легкоатлет.